# Gloria Vanderbilt (miniserie televisiva)
Gloria Vanderbilt (Little Gloria... Happy at Last) è una miniserie televisiva in due puntate del 1982 diretta da Waris Hussein. Basata sulla biografia di Barbara Goldsmith, racconta la storia della miliardaria Gloria Laura Vanderbilt e della battaglia legale per l'affidamento fra sua madre e la zia paterna Gertrude, interpretata da Angela Lansbury.
Trasmessa negli Stati Uniti il 23 e 24 ottobre 1982 sulla rete NBC, in Italia è andata in onda in prima serata su Canale 5 il 17 e 18 febbraio 1985.